# Novice
Novice è una città della contea di Coleman, nello Stato del Texas, negli Stati Uniti. Secondo il censimento del 2020, possedeva una popolazione di 122 abitanti.

## Geografia fisica
Secondo l'Ufficio del censimento degli Stati Uniti, ha una superficie totale di 0,48 mi² (1,24 km²).

## Storia
Un piccolo insediamento noto con il nome di Tyro è stato fondato vicino al Rough Creek negli anni 1870. Un ufficio postale chiamato Tyro è stato aperto nel 1880, chiuso l'anno successivo e riaperto nel 1884 con il nome di Novice, dovuto al fatto che i proprietari di un negozio locale non erano esperti in affari (novice in inglese può essere tradotto come "principiante" o "novizio"). Quando nel 1910 è stata costruita una linea ferroviaria nella zona, gli abitanti di Novice spostarono la città un miglio a nord della linea ferroviaria, fondendosi con il piccolo centro abitato di Atoka.

## Società

### Evoluzione demografica
Secondo il censimento del 2020, la popolazione era di 122 abitanti. Al precedente censimento, quello del 2010, la popolazione era di 139 abitanti.

### Etnie e minoranze straniere
Secondo il censimento del 2020, la composizione etnica della città era formata dall'89,34% di bianchi, il 2,46% di asiatici e il 3,28% di due o più etnie. Ispanici o latinos di qualunque etnia erano il 4,92% della popolazione.